# Plech

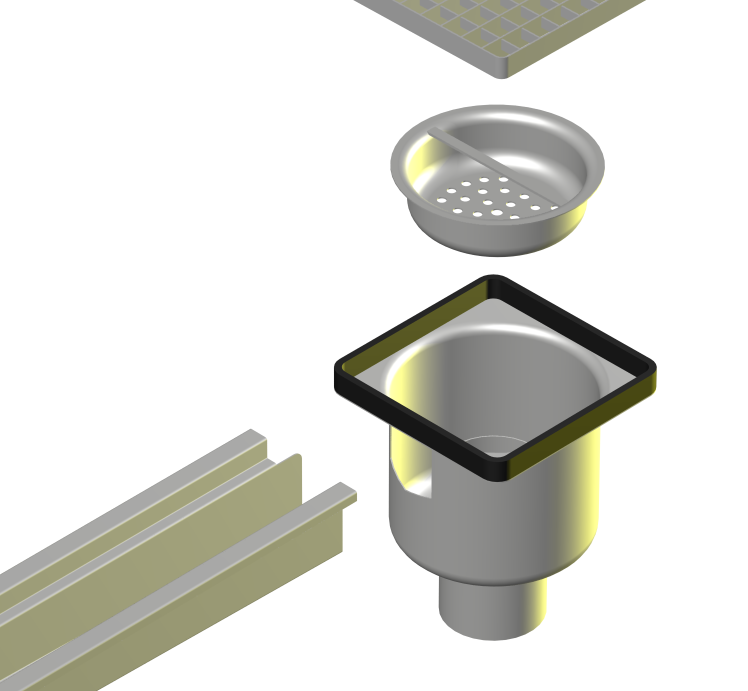
výrobky z plechu

Plech je plochá kovová deska vyráběná tvářením (kováním, tažením, válcováním za tepla nebo za studena) v různých tloušťkách. Slouží jako polotovar pro další výrobky. Nejvíce je využíván ocelový plech, význam má také plech měděný, mosazný, plechy z hliníkových slitin a titan-zinkový plech nově používaný na okapy, svody vody ze střech domů.

## Ocelový plech
Ocelový plech je velice mnohostranný materiál, využívaný především pro výrobu karosérií strojů. Je snadno tvarovatelný a přitom pevný. Nevýhodou je to, že uhlíková ocel snadno podléhá korozi. Proto musí být plech chráněn ochrannými nátěry nebo pokovením – používá se zinek, hliník, cín, nikl nebo chrom.

### Pozinkovaný plech
Vzhledem k tomu, že ocel podléhá snadno korozi, je často ocelový plech chráněn vrstvou zinku. Zinek tvoří s železem elektrický článek, v němž dochází ke korozi zinkové vrstvy. Až do rozpuštění vrstvy zinku je ocel chráněna před korozí. Zinek se nanáší na povrch žárově buď ponorem nebo nástřikem, nebo galvanicky.

### Pocínovaný plech
V potravinářství se používá plech chráněný vrstvou cínu, který na rozdíl od zinku nereaguje s potravinami; dále se používá v elektrotechnických oborech jako výlisky pro vysokonapěťové rozvaděče a transformátory (šíjny).

## Jiné materiály
Plechy z jiných materiálů se užívají tam, kde jsou vlastnosti ocele nedostatečné. Měděný plech, který dobře odolává korozi, je využíván ve stavebnictví pro rozvody vody a jako krytina střech. Hliníkové slitiny jsou materiálem pro plechy používané v leteckém průmyslu a tam, kde je požadována nízká hmotnost výrobků. Mosazný plech je používán pro výrobu hudebních nástrojů a v elektrotechnice pro výrobu kabelových ok a spojek.